# Curación de la oreja de un criado

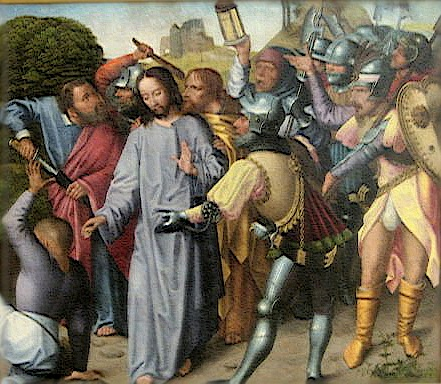
Jesús curando la oreja de un criado durante su arresto, Museo de Évora, Portugal, c. 1500.

La curación de la oreja de un criado  es uno de los milagros de Jesús en los Evangelios. Aunque el incidente donde un discípulo corta la oreja a un criado del Sumo Sacerdote se cuenta en los cuatro evangelios, Mateo  26:51; Marcos 14:47; Lucas  22:51; y Juan  18:10–11; sólo se les identifica en Juan donde se nombra a Malco como el criado y a Simón Pedro como el discípulo. Sólo Lucas narra que Jesús curó al criado.
El Evangelio de Lucas (22:49-51) describe cómo Jesús  cura al criado del Sumo Sacerdote durante el Arresto de Jesús después de que uno de los seguidores de Jesús le hubiera cortado su oreja derecha:

- 49 Y viendo los que estaban con él lo que había de ser, le dijeron: Señor, ¿heriremos á cuchillo?
- 50 Y uno de ellos hirió á un siervo del príncipe de los sacerdotes, y le quitó la oreja derecha.
- 51 Entonces respondiendo Jesús, dijo: Dejad hasta aquí. Y tocando su oreja, le sanó.

Este episodio de curación sigue al del beso de Judas y es el último milagro relatado en los Evangelios Canónicos con anterioridad a la Crucifixión de Jesús.